# Omalodes grossus
Omalodes grossus är en skalbaggsart som beskrevs av Sylvain Auguste de Marseul 1853. Omalodes grossus ingår i släktet Omalodes och familjen stumpbaggar.

## Underarter
Arten delas in i följande underarter:
- O. g. lubricans
- O. g. grossus